# Sončnica (galaksija)
Sončnica, poznana tudi kot Messier 63, M63 ali NGC 5055, je spiralna galaksija brez prečke v ozvezdju Lovskih psov. Njen navidezni sij je 9,31m. Od Sonca je oddaljena približno 11,3 milijonov parsekov, oziroma 37 milijonov svetlobnih let.
Galaksijo je odkril Pierre-François-André Méchain 14. junija 1779. Sončnica tvori navidezno skupino z Vetrnico, Vrtincem in še nekaj manjšimi galaksijami, imenovano Skupina galaksij M101 (Podskupina M51).